# 戴熙

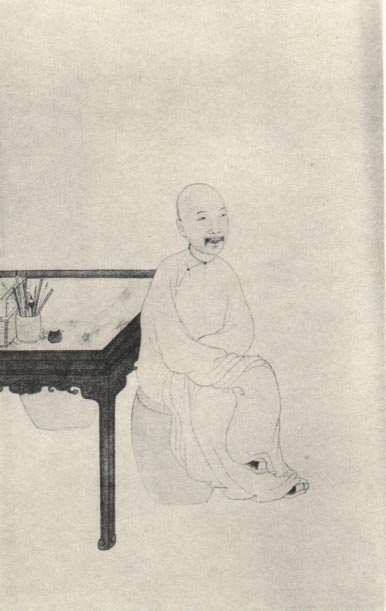
戴熙

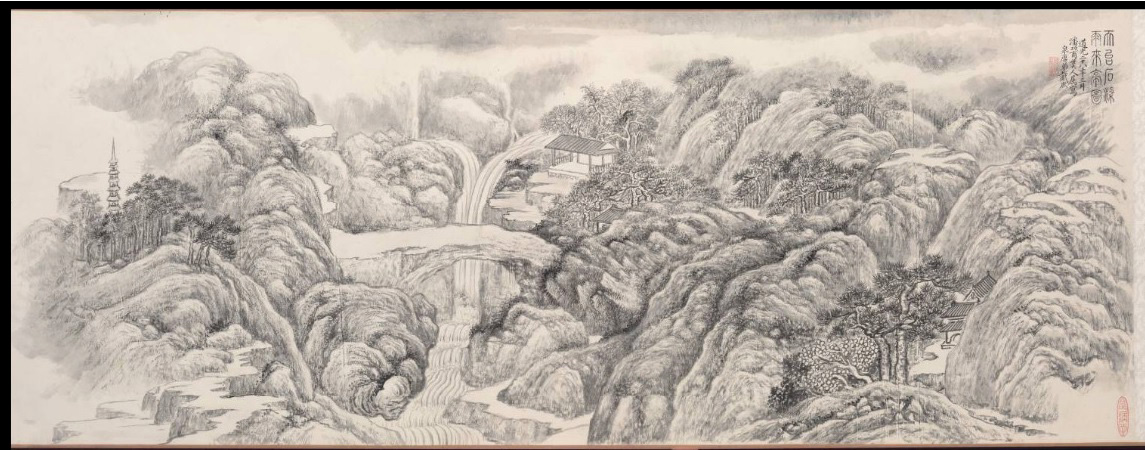
戴煕、天台石橋図　クリーブランド美術館

戴 熙（たい き、Dai Xi、1801年 - 1860年）、字は醇士、号は鹿床・棆庵・井東居士。清末の画家。

## 生涯
浙江省銭塘（現在の杭州市）出身。弟に数学者の戴煦がいる。1832年に進士となり、翰林院編修となった。広東学政、内閣学士を経て兵部右侍郎に至り、退官後は崇文書院の主講となった。太平天国の乱が発生すると団練を組織して杭州の防衛にあたった。1860年に太平天国軍が杭州を陥落させると、戴熙は池に身を投じて自殺した。死後、文節の諡号が贈られた。
山水画を虞山派の王翬に学んだが、婁東派にも接近した。筆致は厳しく雄大である。また竹石小品や花卉画も善くした。湯貽汾とともに画名をはせ、「湯戴」と称された。『山水長巻』や『重巒密樹図』などの作品が残されている。
著作に『画絮』『粤雅集』がある。